# ネクストスター東日本
ネクストスター東日本（ネクストスターひがしにほん）は2024年より南関東競馬3場（川崎・浦和・船橋）が、持ち回りで行う地方全国交流の競馬の競走である。正式名称は「農林水産大臣賞典 ネクストスター東日本」(2025年を除く)。
副賞は日本地方競馬馬主振興協会会長賞、地方競馬全国協会理事長賞、管理者賞。

## 概要
2024年度より全日本的なダート競走の体系整備がなされ、2・3歳ダート短距離路線の整備が行われた。そのため、ダート短距離競走の頂点として位置付けられる兵庫チャンピオンシップに向けた、各主催者・地区における短距離競走の体系整備の観点から、2歳秋および3歳春において高額賞金の重賞級認定競走（通称:ネクストスター）が新設された。本競走もその一角を担うともに、「3歳スプリントシリーズ」の対象競走に指定された。ただし、3歳の他のネクストスター競走（ネクストスター北日本、ネクストスター中日本、ネクストスター西日本）は各ブロック所属競走馬のみの限定戦であるが、本競走は唯一の全国交流の競走である。また、南関東主催競走でSIII格付ということもあり、他のネクストスター競走よりも1着賞金が高額なものになっている。
第1回となる2024年は川崎で開催された。2025年は浦和で開催される予定だったが馬場コンディション不良の為この開催を中止し同年4月10日に2年連続で川崎で実施される。また、2026年は船橋で開催予定である。

### 条件・賞金等 （2025年）
出走条件
サラブレッド系3歳オープン、地方競馬所属選定馬（地方全国交流）
- JRA所属馬として出走歴のある馬の出走不可
- ニューイヤーカップ1着馬に本競走への優先出走権がある。

出走枠
フルゲート14頭で、他地区所属馬の出走枠は3頭以下。
負担重量
定量（56kg、牝馬54kg）
賞金額
1着1500万円、2着525万円、3着300万円、4着150万円、5着75万円、着外手当10万円。
優先出走権付与
本競走の1着馬には兵庫チャンピオンシップへの優先出走権が付与される。
生産牧場賞
15万円。

## 歴代優勝馬
| 回数           | 施行日        | 競馬場 | 距離                   | 優勝馬                 | 性齢                   | 所属                   | タイム                 | 優勝騎手               | 管理調教師             | 馬主                   |
| -------------- | ------------- | ------ | ---------------------- | ---------------------- | ---------------------- | ---------------------- | ---------------------- | ---------------------- | ---------------------- | ---------------------- |
| 第1回          | 2024年3月14日 | 川崎   | 1400m                  | ギガース               | 牡3                    | 船橋                   | 1:30.6                 | 森泰斗                 | 佐藤裕太               | （株）マフィン         |
| 第2回 （中止） | 2025年3月19日 | 浦和   | 馬場状態悪化のため中止 | 馬場状態悪化のため中止 | 馬場状態悪化のため中止 | 馬場状態悪化のため中止 | 馬場状態悪化のため中止 | 馬場状態悪化のため中止 | 馬場状態悪化のため中止 | 馬場状態悪化のため中止 |
| 第2回 （代替） | 2025年4月10日 | 川崎   | 1400m                  | ガバナビリティー       | 牡3                    | 船橋                   | 1:29.5                 | 矢野貴之               | 佐藤裕太               | 阿部秀夫               |

### 各回競走結果の出典
ネクストスター東日本競走優勝馬 - 南関東4競馬場公式サイト